# South Black Hill
Der South Black Hill ist ein Hügel in der Kette der Pentland Hills. Er liegt im Westen der schottischen Council Area Midlothian an der Ostflanke der rund 25 km langen Hügelkette. Mit einer Höhe von 534 m ist der South Black Hill die vierthöchste Erhebung der Pentlands. Sie liegt vier Kilometer westlich der Kleinstadt Penicuik und fünf Kilometer nördlich des Weilers Carlops. Die Nachbarhügel sind East und West Kip im Westen sowie der Scald Law, die höchste Erhebung der Pentlands, im Norden.

## Umgebung
Mitte des 19. Jahrhunderts wurde der Fund von bronzenen Waffen zwischen den Kips, Braid Law und South Black Hill unweit der Eastside Farm berichtet. Über ihren Verbleib ist jedoch nichts bekannt. 500 m nordöstlich wurde im Jahre 2002 eine neolithische Axt mit einer Länge von 115 cm aufgefunden.
Entlang des Pfades zwischen East Kip und Scald Law, an den Hängen des South Black Hill, befand sich wahrscheinlich einst ein Kreuz. Das 90 m × 85 m messende Fundament wurde im 19. Jahrhundert durch einen lokalen Bauern entfernt.
Auf einem flachen Hügel an der Südostflanke finden sich die Überreste eines eisenzeitlichen Hillforts. Es wurde bis in die Zeit der römischen Besatzung Britanniens genutzt und erweitert. Zunächst befestigte eine hölzerne Palisade die ovale, 230 m × 175 m durchmessende Anlage. Später wurde eine zweite hinzugefügt. Unweit der Anlage verlief eine Römerstraße. Ihr Verlauf und Ziel ist nicht eindeutig identifiziert. Man geht jedoch davon aus, dass sie weitgehend von der heutigen, entlang der Ostflanke der Pentland Hills verlaufenden A702 überlagert ist.

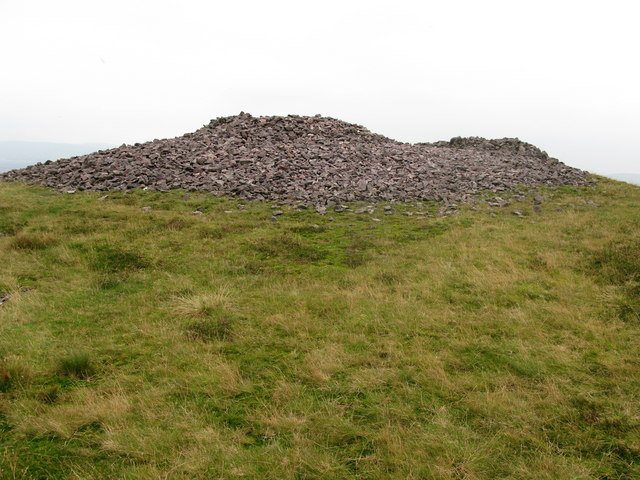
Kuppe des South Black Hill
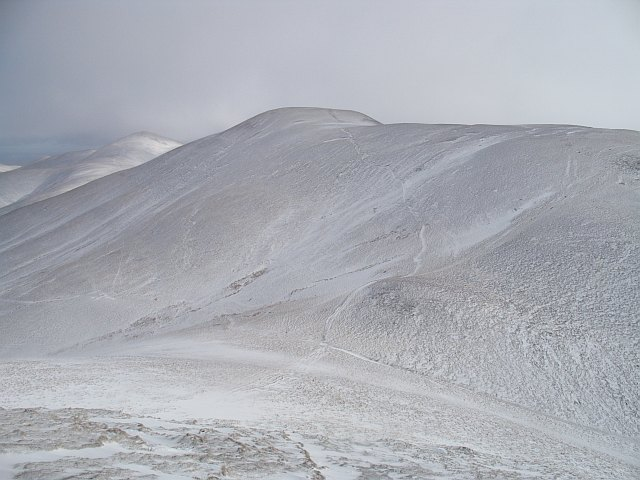
Pfad zwischen Scald Law und South Black Hill